# Place du Chevalier-du-Guet
Place du Chevalier-du-Guet, tidigare benämnd Carrefour de la Porte-Perrin-Gasselin, var ett torg i Quartier du Louvre i Paris. Torget var uppkallat efter guet royal, en polisstyrka vars kommendör hade sin bostad härstädes. Place du Chevalier-du-Guet började vid Rue Perrin-Gasselin och slutade vid Rue du Chevalier-du-Guet.
Rue du Chevalier-du-Guet var belägen i det tidigare fjärde arrondissementet, vilket existerade från 1795 till 1860.
Platsen revs år 1854.

## Bilder

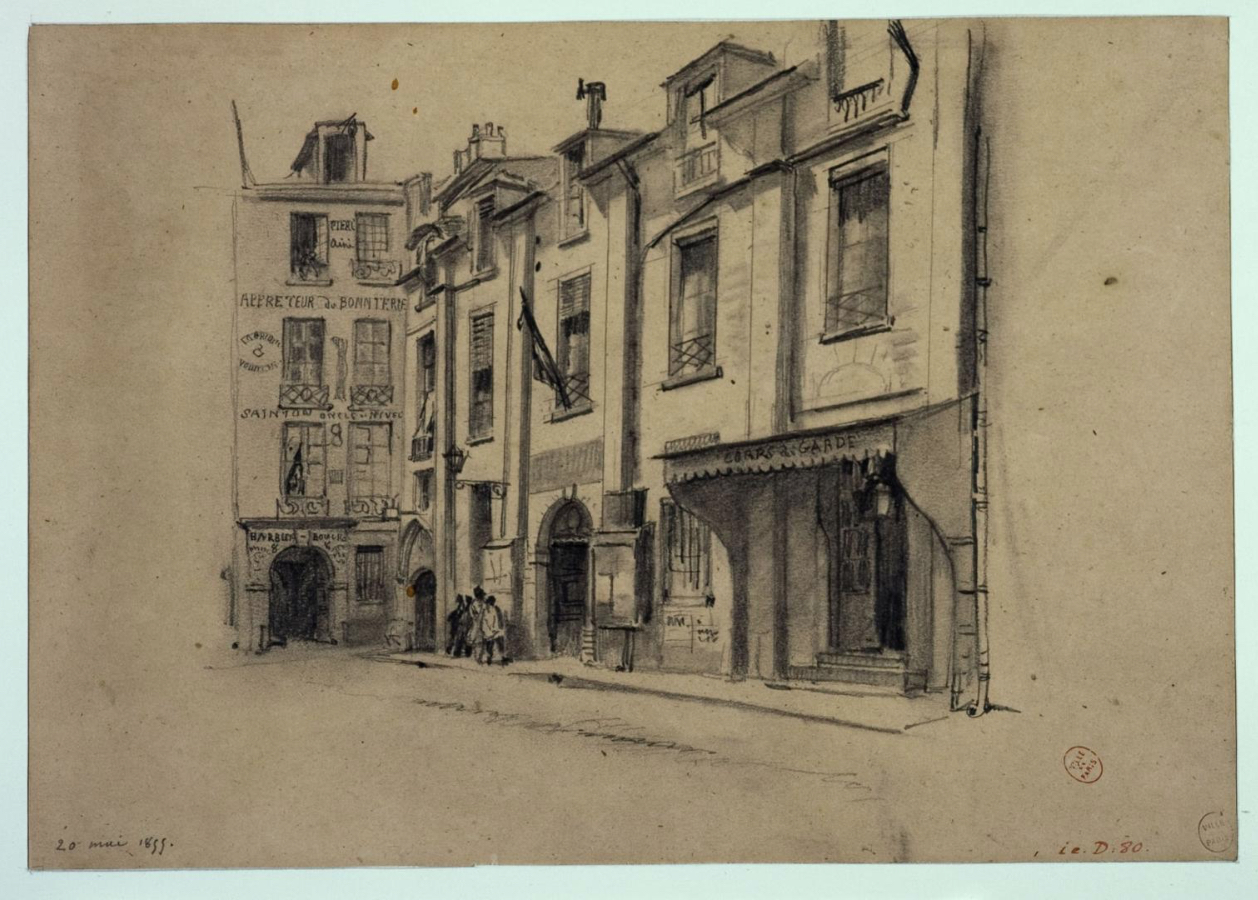
Hôtel de Chevalier du Guet.

## Omgivningar
- Saint-Germain-l'Auxerrois
- Sainte-Chapelle
- Louvren
- Tuilerierna
- Rue des Orfèvres
- Rue des Lavandières-Sainte-Opportune
- Rue des Deux-Boules
- Quai des Orfèvres
- Rue Jean-Lantier